# TNF-α

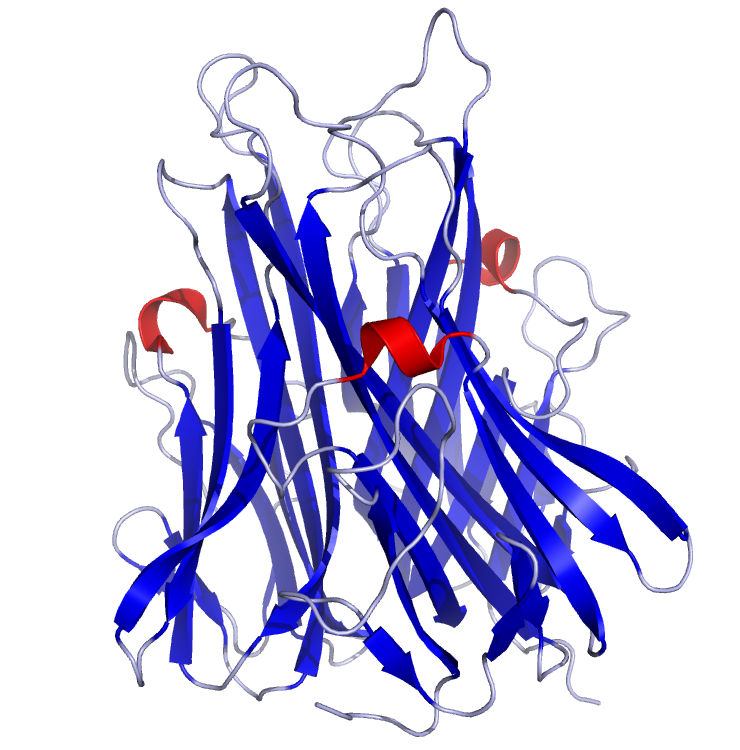
Model TNF-α

TNF-α, TNF-alfa (od ang. tumor necrosis factor α), czynnik martwicy nowotworów (dosł. czynnik martwicy guza), kachektyna lub kacheksyna (od łac. cachexia lub ang. cachectin, wyniszczenie) – cytokina (z nadrodziny TNFSFL) związana z procesem zapalnym, produkowana głównie przez aktywne monocyty i makrofagi oraz w znacznie mniejszych ilościach przez inne tkanki (adipocyty, keratynocyty, fibroblasty, neutrofile, mastocyty oraz niektóre limfocyty). 

## Budowa
Z biochemicznego punktu widzenia TNF-α jest glikoproteiną złożoną ze 182 aminokwasów, która powstaje w wyniku modyfikacji potranslacyjnej 212-aminokwasowego polipeptydu. Istnieją również krótsze lub dłuższe izoformy produkowane przez inne tkanki.

## Gen
Ludzki gen TNF-α (TNF, TNFA) został sklonowany w 1985 roku. Znajduje się na chromosomie 6 w pozycji p21.3, ma wielkość ok. 3 kpz i zawiera 4 eksony. Ostatni ekson wykazuje 56% podobieństwa do genu LTA (limfotoksyna alfa, TNFB), również kodującego białko wydzielnicze. 3' UTR TNFα zawiera ARE (AU-rich element).

## Fizjologia
TNF-α wywiera wpływ na komórki, łącząc się z odpowiednim receptorem na powierzchni błony komórkowej. Dotychczas zidentyfikowano dwa typy takich receptorów:
- TNF-R1 (czyli białko p55 - od masy cząsteczki 55 kDa)
- TNF-R2 (czyli białko p75).

Receptory te znaleziono między innymi na komórkach immunokompetentnych. Pobudzenie tych receptorów pobudza te komórki do produkcji i uwalniania cytokin.

## Działanie TNF-α
- Działa cytotoksycznie na wiele linii komórek nowotworowych (stąd nazwa) oraz komórki zakażone patogenami.
  - Poprzez swoje receptory (o ile są one obecne na komórce nowotworowej) uruchamia kaskadę kwasu arachidonowego, co prowadzi do wzrostu wewnątrzkomórkowego stężenia wolnych rodników i doprowadza do śmierci komórek (apoptozy).
- Pobudza wątrobę do produkcji białek ostrej fazy, w tym CRP.
- Zwiększa insulinooporność tkanek obwodowych.
- Stymuluje fagocytozę.
- Przyciąga neutrofile.

## Patofizjologia
Nadmierne wydzielanie TNF-α łączy się ze zwiększoną podatnością na alergie i zapadalnością na astmę. Zaburzenia w produkcji TNF-α (zwłaszcza nadmierna produkcja) łączone są z nowotworami oraz innymi chorobami, głównie autoimmunologicznymi (np. z chorobą Leśniowskiego-Crohna). Wyindukowane wydzielanie TNF-α może doprowadzić do wyniszczenia nowotworowego.
Wiele zagadnień dotyczących tego białka nie zostało dotąd rozwiązanych.

## Modulowanie aktywności TNF-α

### Obniżanie aktywności
W leczeniu szeregu chorób autoimmunologicznych i związanych z przewlekłym, destrukcyjnym zapaleniem wykorzystuje się leki, które określamy jako inhibitory TNF.
Inhibitory TNF można podzielić na 2 grupy:
- przeciwciała monoklonalne przeciwko TNF-α, blokujące działanie cytokiny przez bezpośrednie przyłączenie się i unieczynnianie
- białko fuzyjne łączące w sobie rozpuszczalny receptor dla TNF-α i immunoglobulinę IgG1

Do pierwszej grupy zalicza się, między innymi:
- infliksymab, posiada w Polsce wskazania do leczenia następujących chorób[4]:
  - reumatoidalne zapalenie stawów (RZS)
  - czynna postać choroby Leśniowskiego-Crohna
  - ciężkie czynne zesztywniające zapalenie stawów kręgosłupa
  - aktywna i postępująca postać łuszczycowego zapalenia stawów
  - umiarkowana lub ciężka łuszczyca plackowata u dorosłych
  - czynna ciężka postać wrzodziejącego zapalenia jelita grubego u dzieci
- golimumab, posiada w Polsce następujące wskazania[5]:
  - czynne, umiarkowane i ciężkie reumatoidalne zapalenie stawów (w skojarzeniu z metotreksatem)
  - aktywna i postępująca postać łuszczycowego zapalenia stawów u dorosłych (w monoterapii lub skojarzeniu z metotreksatem)
  - ciężkie, czynne zesztywniające zapalenie stawów kręgosłupa u dorosłych
- adalimumab, posiada w Polsce wskazania do leczenia następujących chorób[6]:
  - czynne umiarkowane i ciężkie reumatoidalne zapalenie stawów (RZS) u dorosłych
  - czynne, wielostawowe młodzieńcze idiopatyczne zapalenie stawów, u dzieci i młodzieży
  - czynna postać zapalenia stawów z towarzyszącym zapaleniem przyczepów ścięgnistych po 6. roku życia
  - czynne i postępujące łuszczycowe zapalenie stawów u dorosłych
  - umiarkowana i ciężka przewlekła postać łuszczycy zwykłej (plackowatej) u dorosłych i dzieci od 4. roku życia
  - ciężkie, czynne zesztywniające zapalenie stawów kręgosłupa
  - ciężka osiowa spondyloartropatia bez cech zesztywniającego zapalenia stawów kręgosłupa
  - umiarkowana do ciężkiej czynnej postaci choroby Leśniowskiego-Crohna u dorosłych i dzieci w wieku 6-17 lat
  - umiarkowane do ciężkiego czynne wrzodziejące zapalenie jelita grubego u dorosłych
  - czynne, umiarkowane i ciężkie, ropne zapalenie apokrynowych gruczołów potowych (trądzik odwrócony) u dorosłych
  - nieinfekcyjne zapalenie błony naczyniowej oka u dorosłych
- certolizumab pegol, posiada w Polsce wskazania do leczenia następujących chorób[7]:
  - czynne umiarkowane i ciężkie reumatoidalne zapalenie stawów (RZS) u dorosłych
  - czynne łuszczycowe zapalenia stawów u dorosłych
  - ciężkie, czynne zesztywniające zapalenie stawów kręgosłupa
  - ciężka osiowa spondyloartropatia bez cech zesztywniającego zapalenia stawów kręgosłupa

a do drugiej grupy należy:
- etanercept, który posiada w Polsce wskazania do leczenia następujących chorób[8]:
  - czynne umiarkowane i ciężkie reumatoidalne zapalenie stawów (RZS) u dorosłych
  - wielostawowe zapalenie stawów (z obecnością czynnika reumatoidalnego lub bez jego obecności)
  - rozwinięte, skąpostawowe zapalenie stawów u dzieci po 2. roku życia
  - łuszczycowe zapalenie stawów u młodzieży po 12. roku życia
  - zapalenie stawów na tle zapalenia przyczepów ścięgnistych u młodzieży po 12. roku życia
  - czynne łuszczycowe zapalenie stawów u dorosłych
  - ciężkie, czynne zesztywniające zapalenie stawów kręgosłupa
  - ciężka osiowa spondyloartropatia bez cech zesztywniającego zapalenia stawów kręgosłupa
  - łuszczyca zwykła (plackowata) o umiarkowanym lub ciężkim przebiegu u dorosłych
  - przewlekła, ciężka postacią łuszczycy zwykłej (plackowatej) u dzieci po 6. roku życia

#### Hamowanie produkcji
Od niedawna pojawia się coraz więcej informacji na temat środków hamujących wytwarzanie tej cytokiny. Przykładami takich substancji są:
- kurkumina[9][10][11][12]
- katechiny z herbaty
- bupropion (lek przeciwdepresyjny o działaniu dopaminergiczno-noradrenergicznym)[13]
- fluoksetyna (lek przeciwdepresyjny z grupy SSRI)[14]
- agonisty receptora 5-HT2A[15].

Okazuje się, że aktywacja receptora serotoniny 5-HT2A powoduje nadzwyczaj potężne zahamowanie wydzielania TNF-α i może zablokować proces zapalny nawet kilka godzin po nagłym jego wywołaniu. Dalsze badania nad tym zjawiskiem mogą jednak, paradoksalnie, napotkać przeszkody natury czysto kulturowej, z powodu uprzedzeń znacznej części społeczeństwa wobec agonistów receptora 5-HT2A (środki te mają zwykle silne działanie psychodeliczne, niepożądane w terapii).

### Podwyższanie aktywności
Niektóre substancje mają właściwości zwiększające produkcję TNF-alfa, na przykład:
- mirtazapina[16]
- niektóre neuroleptyki.